# 世にも奇妙な物語 2017年 深夜の特別編
世にも奇妙な物語2017年深夜の特別編（よにもきみょうなものがたりにせんじゅうななねんしんやのとくべつへん）は、フジテレビジョンで2017年10月10日から10月14日まで放送された、深夜ドラマで帯ドラマ特別番組。同時期に渋谷に期間限定で設置された「世にも奇妙な自販機」とのタイアップ企画として製作された。

## キャスト
- 富田圭介（トミー・R2X） - 志尊淳
- 山口美希 - 山崎紘菜
- 戸田次郎 - 諏訪雅
- 板野敏行 - 六角慎司
- 本郷幸太郎 - やす（ずん）
- 亘神太郎 - 矢嶋俊作
- 丸腰剣三 - 津村和幸
- 嵐龍之介 - 窪園純一
- 嵐文枝 - 木村翠
- 森脇慎二 - 並樹史朗
- ナレーション（ジョーンズ） - 菅生隆之

## スタッフ
- 脚本：伊達さん（大人のカフェ）
- 編成企画：狩野雄太、加藤達也、橋爪駿輝
- プロデュース：後藤庸介、上久保友貴
- 演出：後藤庸介
- 制作：フジテレビ
- 制作著作：共同テレビ